# Melanie Chisholm
Melanie Jayne Chisholm, művésznevén Melanie C (Whiston, 1974. január 12.) angol énekesnő, szövegíró, üzletasszony és televíziós személyiség. A Spice Girls angol együttes tagja.

## Életpályája
Widnesben nőtt fel, a Fairfield High School művészeti iskolába járt, ahol énekelni és táncolni tanult. Miután befejezte a középiskolát, a Doreen Bird College of Performing Arts in Sidcup intézetbe ment. Ebben az időben jelentkezett egy hirdetésre, melyben lányegyütteshez toboroztak tagokat, megfelelt a kritériumoknak, és így 1994-ben csatlakozott a Spice Girlshöz.
1996-ban kiadták Wannabe című kislemezüket, amivel hatalmas sikert könyvelhettek el. Nem sokkal ezután kiadták első albumukat, a Spice-t. Az album is hasonló sikereket ért el, világszerte ismertek lettek, és minden idők legsikeresebb lánycsapatává váltak. Melanie beceneve Sporty Spice lett, mivel mindig sportosan öltözött és lófarokba fogta haját. Geri Halliwell 1998-ban kivált a csapatból. 2000-ben kiadták a Forever című, utolsó albumukat, amin már csak négyen szerepeltek. Ezután az együttes feloszlott, és mindnyájan szólókarrierbe kezdtek.

### Szólókarrier

#### Northern Star (1999–2001)
Melanie 1998 novemberében adta ki első, a Spice Girlstől független kislemezét, a When You’re Gone-t, ami duett volt Bryan Adamsszel. A dal a brit slágerlista harmadik helyéig jutott. Bár nem került fel Melanie első albumának legtöbb kiadására, több országban bónuszdalként szerepel rajta. 1999-ben Melanie elkezdett dolgozni az első önálló albumán. Az első elkészült dal a Ga Ga volt, ami hallható volt az Apafej című filmben. 1999. szeptember 27-én megjelent az album első kislemeze, a Goin’ Down. Melanie ezen a napon kezdte el első önálló turnéját. 1999. október 18-án jelent meg a Northern Star című album. A brit slágerlista negyedik helyén nyitott, és több mint 3 000 000 példányban kelt el. 1999. november 22-én megjelent a második kislemez az albumról, a Northern Star. Sikeres volt, a negyedik helyre került, mint a Goin’ Down. 2000. március 20-án megjelent a harmadik kislemez, a Never Be the Same Again Lisa Lopesszel. Ez lett Melanie első nagy szólósikere, több mint tíz országban került a slágerlista élére. 2000. augusztus 7-én jelent meg a negyedik kislemez, az I Turn to You, ez is első helyezett volt több országban. 2000. november 27-én jelent meg az ötödik és egyben utolsó kislemez, az If That Were Me.

#### Reason (2002–2004)
2003. február 24-én Melanie megjelentette az első kislemezét a második albumáról Here It Comes Again címmel. A dal a brit listán a hetedik helyezést érte el. 2003. március 10-én jelent meg a Reason album. A turné Angliában és Írországban áprilisban kezdődött, és nagyon sikeres volt. 2003. június 2-án megjelent a második kislemez, az On the Horizon, ami a tizennegyedik volt a brit listán. 2003. november 10-én megjelent a harmadik, dupla kislemez, a Yeh Yeh Yeh/Melt. Ez csak a huszonhatodik helyre került a brit listán. 2004-ben Melanie turnézott, majd miután a Virgin Records megvált tőle, megalapította önálló lemezcégét, a Red Girl Recordsot.

#### Beautiful Intentions és Live Hits (2005–2006)
2005. január 20-án jelentette be a hivatalos honlapján az új album címét: Beautiful Intentions. 2005. április 4-én jelent meg az első kislemez, a Next Best Superstar, ami a brit listán a tizedik helyett érte el. 2005 júliusában Melanie bejelentette, hogy a második kislemez a Better Alone lesz. 2005. szeptember 30-án jelenik meg az album harmadik és utolsó kislemeze, a First Day of My Life. Ez több országban is első helyezett lett. Németországban egy tévésorozat zenéjeként is felhasználták. Portugáliában hétszer egymás után az első helyezett volt. Melanie a dalt felénekelte franciául is. 2006 februárjában kiadta a Better Alone-t Németországban is, de csak ötvenegyedik lett a slágerlistán. 2006. augusztus 16-án bejelentette, hogy év végén megjelentet egy DVD-t Live Hits címmel. Ez 2006 novemberében meg is jelent, és a tizedik helyet érte el az Egyesült Királyságban.

#### This Time és Spice Girls (2007–2008)

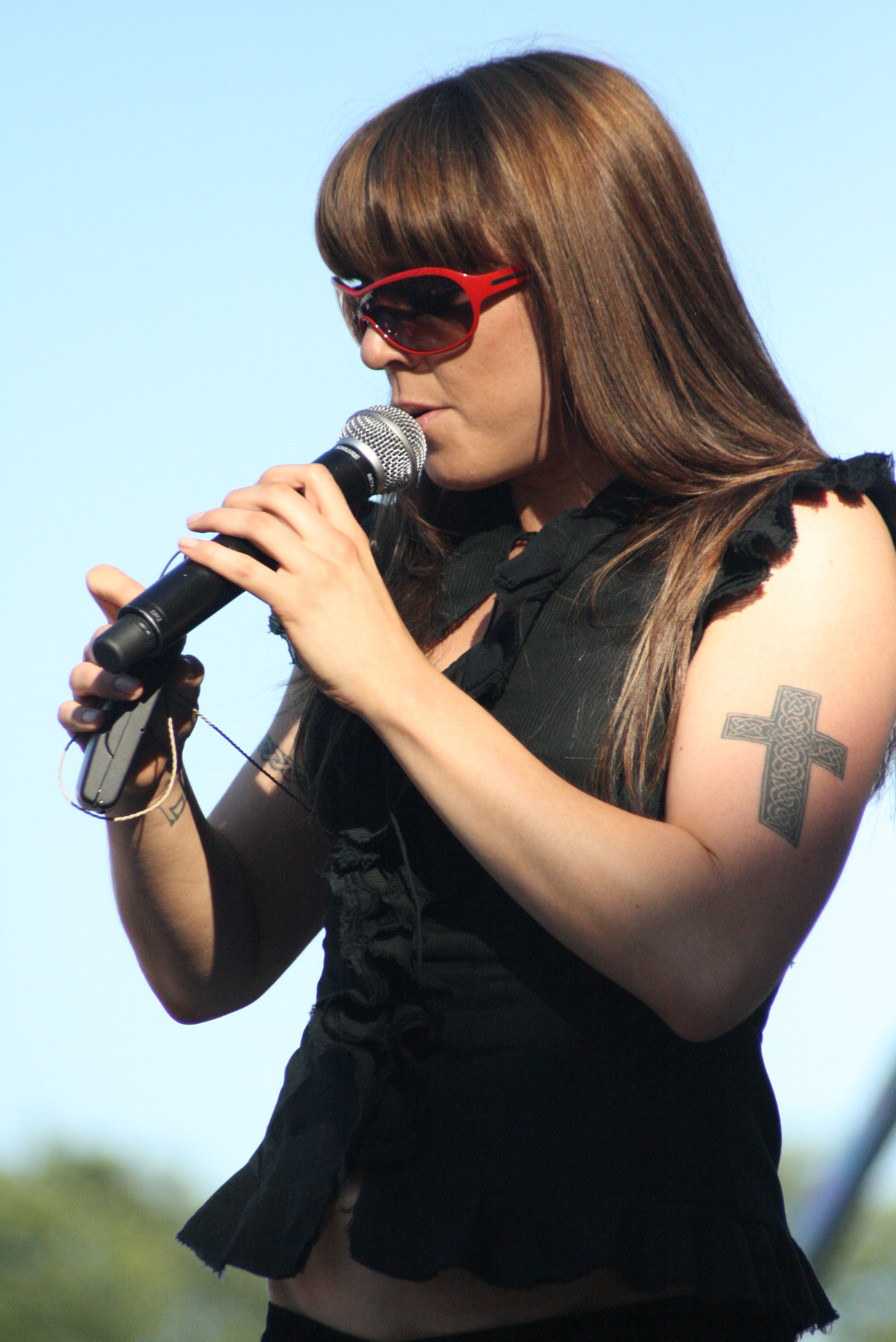
2007-ben

2007. január 18-án Melanie C bejelentette, hogy egy kislemez helyett kettőt jelentet meg. Március 16-án megjelent The Moment You Believe című dala, március 26-án pedig az I Want Candy. 2007. április 11-én megjelent negyedik albuma, a This Time. 2008. június 8-án kiadta a Carolyna című dalt is kislemezen.
2007. június 28-án újra csatlakozott a Spice Girlshöz egy búcsúturné és egy válogatásalbum erejéig. 2007. október 12-én megjelentette This Time című kislemezét. Október 27-én kezdtek próbálni a turnéra, közben megjelent egy új Spice Girls-kislemez is, a Headlines (Friendship Never Ends). Decemberben elkezdődött a turné. 2008. február 26-án a Spice Girls megint feloszlott.
2008 áprilisában Melanie C Kanadában is megjelentette a Carolynát és elkezdte a turnét. 2008. július 25-én csak Kanadában jelentette meg az album ötödik és utolsó kislemezét, az Understandet. 2008 augusztusában bejelentette, hogy gyermeket vár. 2009 februárjában megszületett a lánya, Scarlet Star.

#### The Sea (2009–)
2009 májusában bejelentette, hogy megjelenteti DVD-n a manchesteri Hard Rock Caféban 2008-ban adott koncertjét. A DVD-re két új dal is felkerült, a Blue Skies All the Way és a Paris Burning. 2009 júliusában bejelentette, hogy új albumot ad ki 2010-ben, erre azonban nem került sor, és Melanie twitteren bejelentette, hogy 2011-ben jelenik meg az új album.
2011 elején Jodie Harch DJ-producerrel dolgozott. A Digital Spy jelentette, hogy az új album eltávolodik a rockhangzástól és eladhatóbb elektronikus stílusú dalok lesznek rajta, az I Turn to Youhoz hasonlóak. 2011. június 24-én Németországban, Ausztriában és Svájcban jelent meg az album első kislemeze, a Rock Me. A dal felkerült a német slágerlistára, és az iTunes-on világszerte megjelent. A második kislemez a Think About It lett, videóklipje a MelanieC.net oldalon jelent meg július 15-én. A következő kislemez, a Weak csak az Egyesült Királyságban jelent meg 2011 novemberében, és nem aratott sikert – az összes Spice Girls-tag minden kislemeze közül a legkevésbé sikeres. Európa nagy részén a december 2-án megjelent Let There Be Love – a Rosenstolz német együttes Liebe ist alles című dalának feldolgozása – lett a harmadik kislemez, de ez se aratott sikert, a német slágerlistán ez Melanie legkevésbé sikeres dala.
A The Sea – Live turné Kölnben indult 2011. november 28-án, az énekesnő bejárta vele az Egyesült Királyságot, Svájcot, Ausztriát és Németországot.

## Albumok
| Év   | Album                                                                  | Helyezések | Helyezések | Helyezések | Helyezések | Helyezések |
| Év   | Album                                                                  | UK         | AUT        | GER        | SE         | SWI        |
| ---- | ---------------------------------------------------------------------- | ---------- | ---------- | ---------- | ---------- | ---------- |
| 1999 | Northern Star - Megjelenés: 1999. október 18. - Kiadó: Virgin Records  | 4          | 16         | 7          | 1          | 12         |
| 2003 | Reason - Megjelenés: 2003. március 10. - Kiadó: Virgin Records         | 5          | 39         | 12         | 38         | 21         |
| 2005 | Beautiful Intentions - Megjelenés: 2005. április 11. - Kiadó: Red Girl | 24         | 12         | 15         | 31         | 14         |
| 2007 | This Time - Megjelenés: 2007. április 2. - Kiadó: Red Girl             | 57         | 26         | 15         | 48         | 8          |
| 2011 | The Sea - Megjelenés: 2011. szeptember 2. - Kiadó: Red Girl            | 45         | 38         | 16         | 13         | 13         |
| 2012 | The Night - EP - Megjelenés: 2012. Május 13. - Kiadó: Red Girl         | -          | -          | -          | -          | -          |
| 2012 | Stages - Megjelenés: 2012. szeptember 9. - Kiadó: Red Girl             | 50         | 74         | 92         | -          | 93         |

## Kislemezek
| Év   | Dal                                      | Album                                 | Helyezések | Helyezések | Helyezések | Helyezések | Helyezések | Helyezések | Helyezések | Helyezések | Helyezések | Helyezések | Helyezések | Helyezések | Helyezések |
| Év   | Dal                                      | Album                                 | UK         | IRE        | ITA        | GER        | SWI        | AT         | SWE        | SPA        | POR        | AUS        | FRA        | CAN        | NOR        |
| ---- | ---------------------------------------- | ------------------------------------- | ---------- | ---------- | ---------- | ---------- | ---------- | ---------- | ---------- | ---------- | ---------- | ---------- | ---------- | ---------- | ---------- |
| 1998 | When You’re Gone Bryan Adamsszel         | On a Day Like Today Bryan Adams-album | 3          | 6          | 10         | 14         | 11         | 14         | 8          | 3          | 8          | 4          | 37         | 14         | 6          |
| 1999 | Goin’ Down                               | Northern Star                         | 4          | 18         | 37         | 73         | —          | 17         | —          | —          | 13         | 25         | —          | —          | —          |
| 1999 | Northern Star                            | Northern Star                         | 4          | 11         | 4          | 50         | 75         | 73         | 7          | —          | 16         | 82         | —          | —          | —          |
| 2000 | Never Be the Same Again feat. Lisa Lopes | Northern Star                         | 1          | 4          | 6          | 5          | 3          | 3          | 1          | —          | 8          | 2          | 16         | —          | 1          |
| 2000 | I Turn to You                            | Northern Star                         | 1          | 6          | 15         | 2          | 3          | 1          | 1          | —          | 8          | 11         | —          | —          | 1          |
| 2000 | If That Were Me                          | Northern Star                         | 18         | 39         | 33         | 58         | 50         | 45         | 22         | —          | 21         | 28         | —          | —          | —          |
| 2003 | Here It Comes Again                      | Reason                                | 7          | 19         | 12         | 59         | 61         | 49         | 36         | 16         | 9          | 49         | —          | 33         | —          |
| 2003 | On the Horizon                           | Reason                                | 14         | 34         | 45         | 80         | —          | —          | —          | —          | 19         | —          | —          | —          | —          |
| 2003 | Let’s Love Csak Japánban jelent meg      | Reason                                | —          | —          | —          | —          | —          | —          | —          | —          | —          | —          | —          | —          | —          |
| 2003 | Melt / Yeh Yeh Yeh                       | Reason                                | 27         | —          | 38         | 63         | —          | —          | —          | 13         | 19         | —          | —          | —          | —          |
| 2005 | Next Best Superstar                      | Beautiful Intentions                  | 10         | 37         | 21         | 32         | 25         | 45         | 31         | —          | 16         | 41         | —          | —          | —          |
| 2005 | Better Alone                             | Beautiful Intentions                  | —          | —          | 35         | 51         | 33         | 57         | —          | —          | 39         | 83         | —          | —          | —          |
| 2005 | First Day of My Life                     | Beautiful Intentions                  | —          | —          | 32         | 1          | 1          | 2          | 9          | 1          | 1          | 65         | 25         | —          | 14         |
| 2007 | The Moment You Believe                   | This Time                             | —          | —          | —          | 15         | 14         | 28         | 18         | 1          | 1          | —          | —          | —          | —          |
| 2007 | I Want Candy                             | This Time                             | 24         | 72         | 9          | —          | —          | —          | —          | —          | 1          | —          | —          | —          | —          |
| 2007 | Carolyna                                 | This Time                             | 49         | 99         | 16         | 28         | 31         | 42         | —          | —          | 1          | —          | —          | 50         | —          |
| 2007 | This Time                                | This Time                             | 94         | —          | —          | 69         | —          | 55         | —          | —          | 12         | —          | —          | —          | —          |
| 2008 | Understand Csak Kanadában jelent meg     | This Time                             | —          | —          | —          | —          | —          | —          | —          | —          | —          | —          | —          | 1*         | —          |
| 2011 | Rock Me                                  | The Sea                               | -          | -          | -          | 38         | -          | -          | -          | -          | -          | -          | -          | -          | -          |
| 2011 | Think About it                           | The Sea                               | 95         | -          | -          | 48         | -          | -          | -          | -          | -          | -          | -          | -          | -          |
| 2011 | Weak                                     | The Sea                               | -          | -          | -          | -          | -          | -          | -          | -          | -          | -          | -          | -          | -          |
| 2011 | Let There be Love                        | The Sea                               | -          | -          | -          | -          | -          | -          | -          | -          | -          | -          | -          | -          | -          |
| 2012 | I Know Him so Well Emma Buntonnal        | Stages                                | 153        | -          | -          | -          | -          | -          | -          | -          | -          | -          | -          | -          | -          |
| 2013 | Loving You Matt Cradlevel                | -                                     | 14         | -          | -          | -          | -          | -          | -          | -          | -          | -          | -          | -          | -          |

## DVD-k
| Év   | DVD |
| ---- | --- |
| 2006 | Live Hits - Megjelent: 2006. október 30. - Megjegyzés: Melanie C koncertje Londonban volt, 2006 augusztusában. Fotók és interjúk vannak rajta.                  |
| 2009 | Live at the Hard Rock Cafe - Megjelent: 2009. június 29. - Megjegyzés: Melanie C koncertje Londonban volt 2008 októberében. Az énekesnő öt hónapos terhes volt. |
| 2012 | The Sea Live - Megjelent: 2012. február 27. - Megjegyzés: Melanie C 2011-2012 turnéja. Ez volt az első 4 után.                                                  |